# Lastarriaea coriacea
Lastarriaea coriacea (Goodman) Hoover – gatunek rośliny z rodziny rdestowatych (Polygonaceae Juss.). Występuje naturalnie w południowo-zachodnich Stanach Zjednoczonych (w Kalifornii) oraz północno-zachodnim Meksyku (w stanie Kalifornia Dolna). 

## Morfologia
PokrójRoślina jednoroczna dorastająca do 2–15 cm wysokości.
LiścieLiście odziomkowe mają blaszkę liściową o kształcie od eliptycznego do lancetowatego. Mierzy 5–30 mm długości oraz 2–8 mm szerokości, jest całobrzega, o ostrym wierzchołku.
KwiatyZebrane w wierzchotki, rozwijają się na szczytach pędów. Okwiat ma obły kształt i biało-zielonkawą barwę, mierzą 2–4 mm długości.
OwoceTrójboczne niełupki osiągające 2–3 mm długości.

## Biologia i ekologia
Rośnie w lasach sosnowych, zaroślach, na łąkach oraz terenach skalistych. Występuje na wysokości do 800 m n.p.m. Kwitnie od lutego do czerwca.